# Трапола, Мацей
Ма́цей Трапо́ла (пол.  Maciej Trapola, дата и место рождения не известны — 1637 год, Новы-Виснич, Польша) — польский архитектор итальянского происхождения, связанный с двором краковского воеводы Станислава Любомирского.
Проектировал в барочном стиле с элементами маньеризма различные светские, религиозные и военные сооружения. Больше всего работал в городе Новы-Виснич, где создал архитектурный ансамбль. Ему также приписываются реконструкция оборонных сооружений в городах Полонное и Ланьцут.
Скончался в 1637 году и был похоронен в городе Новы-Виснич на территории спроектированного им кармелитского монастыря.

## Творения
- Ратуша в городе Новы-Виснич
- Ланьцутский замок.
- Перестройка Виллы Дециуша в Кракове.

## Галерея

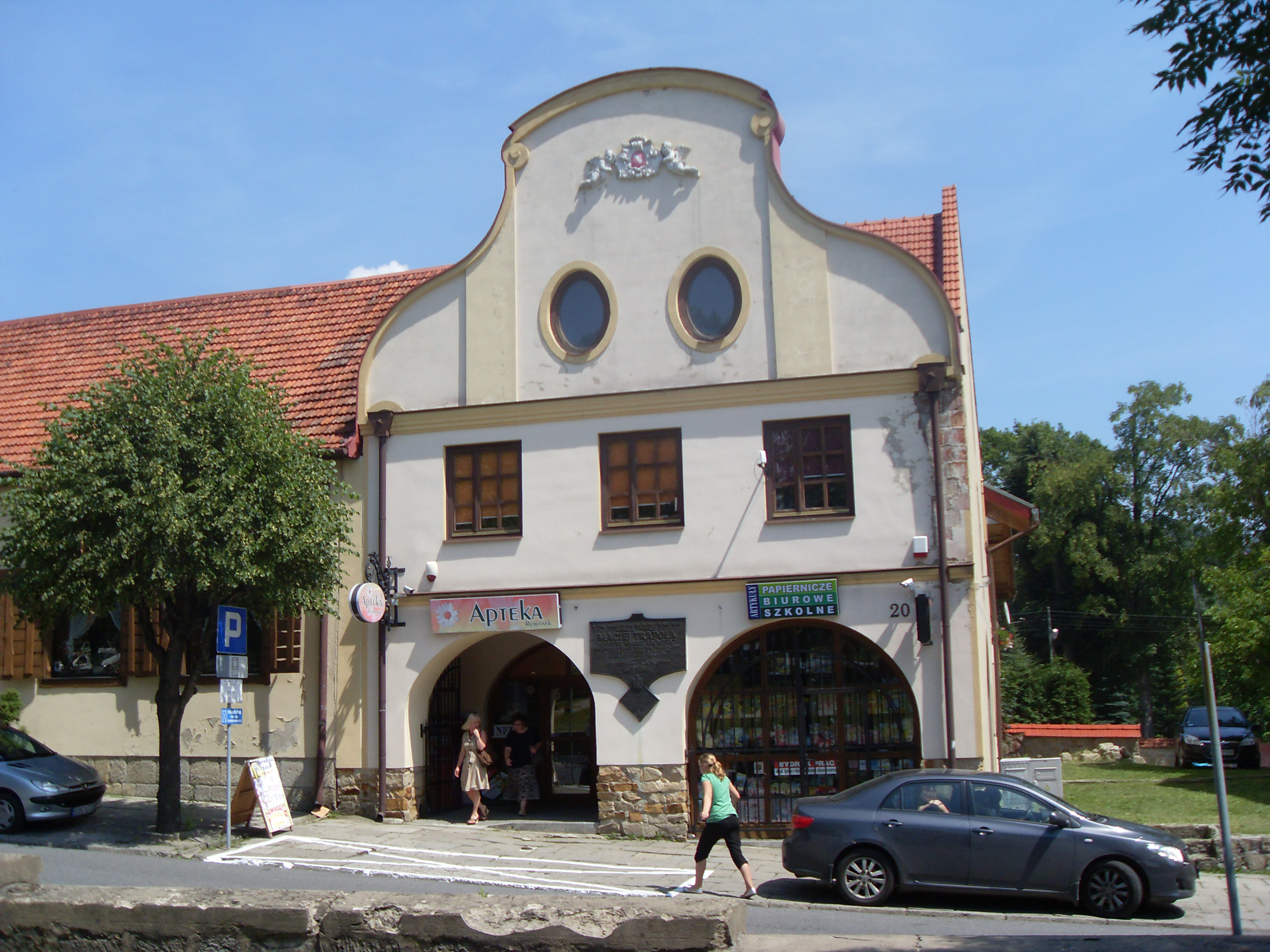
Дом Мацея Траполы, Новы-Виснич
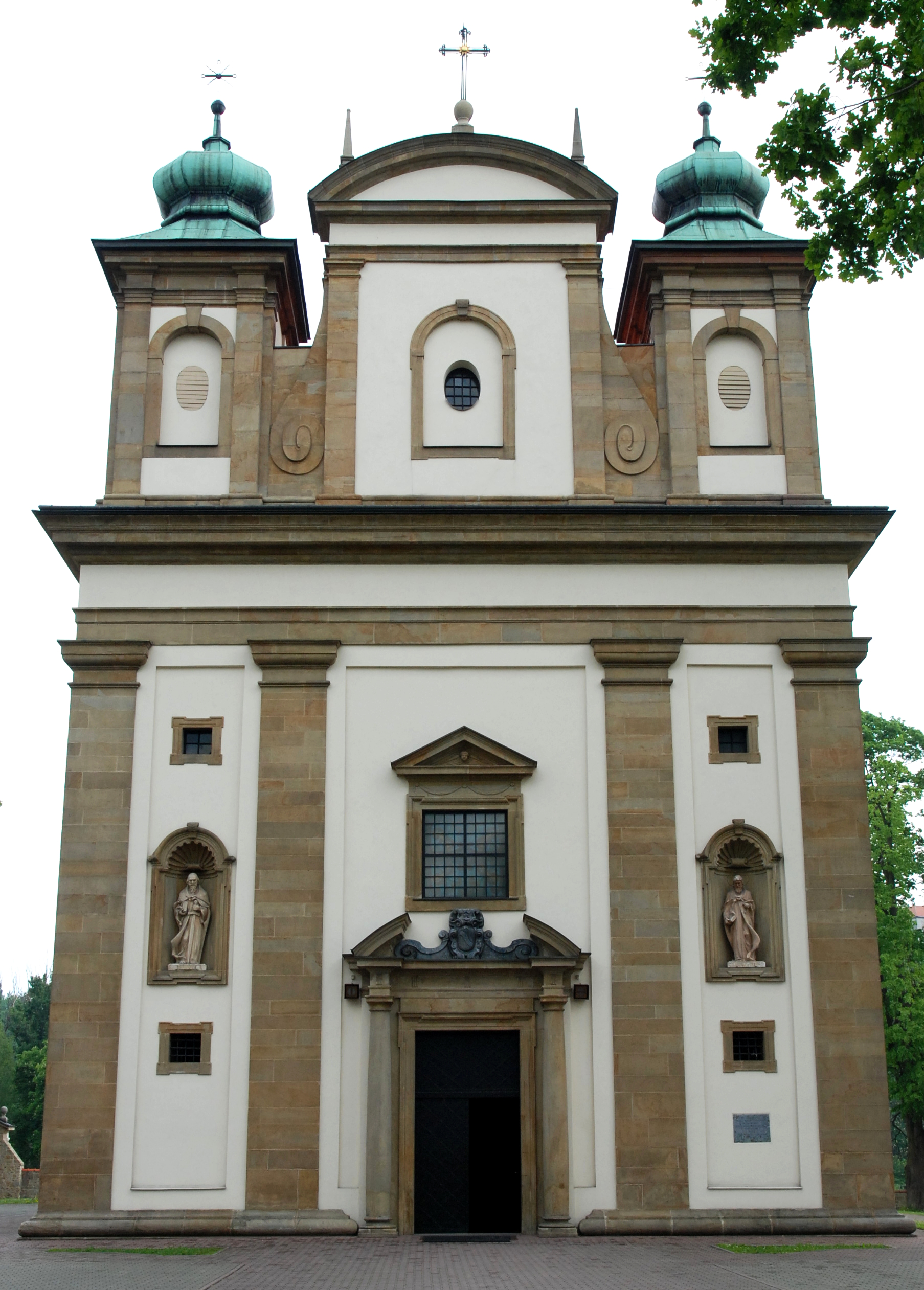
Церковь Успения Пресвятой Девы Марии, Новы-Виснич
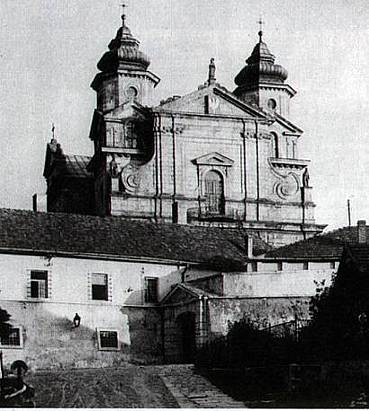
Кармелитский монастырь, Новы-Виснич
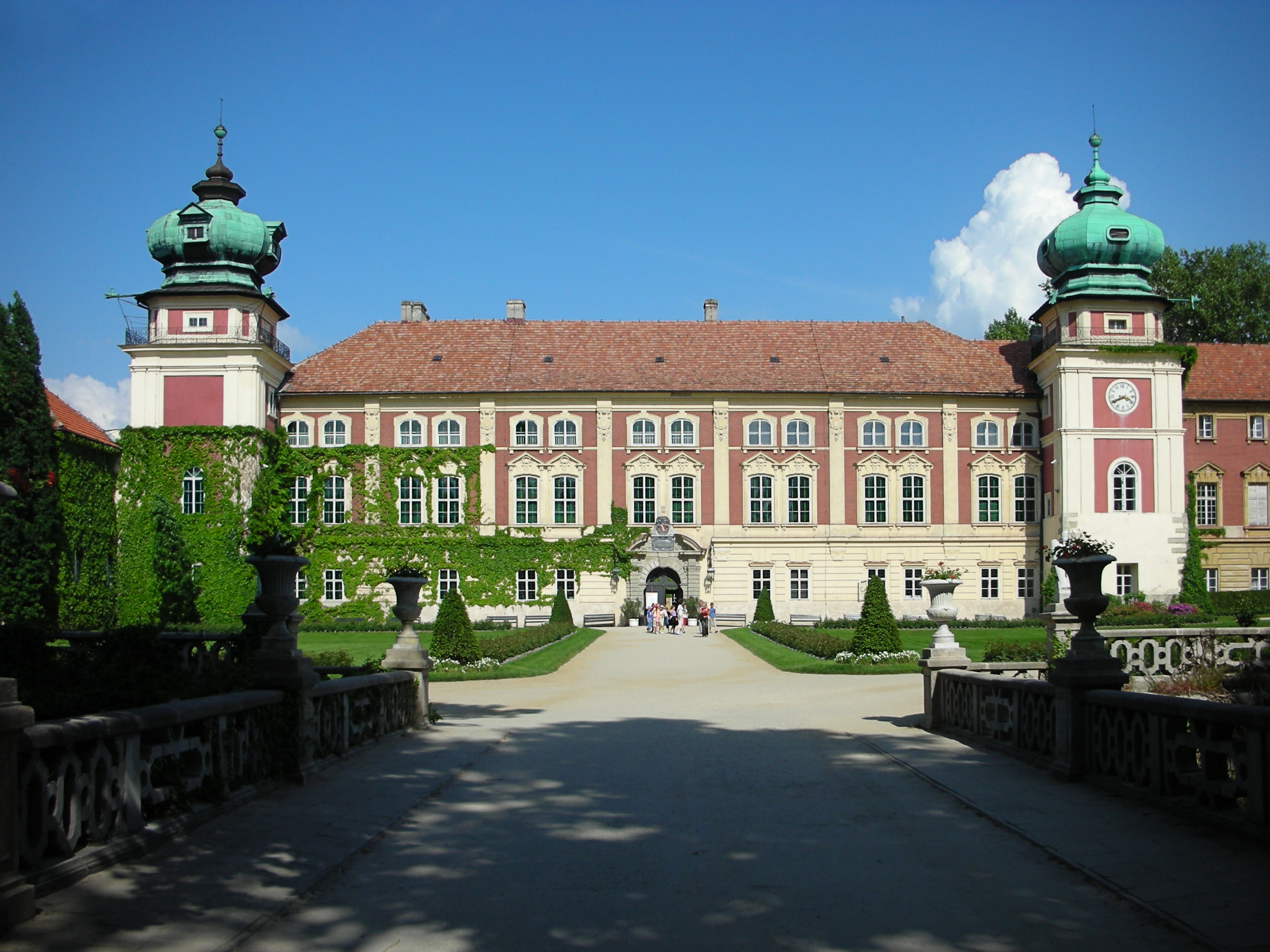
Дворец, Ланьцут
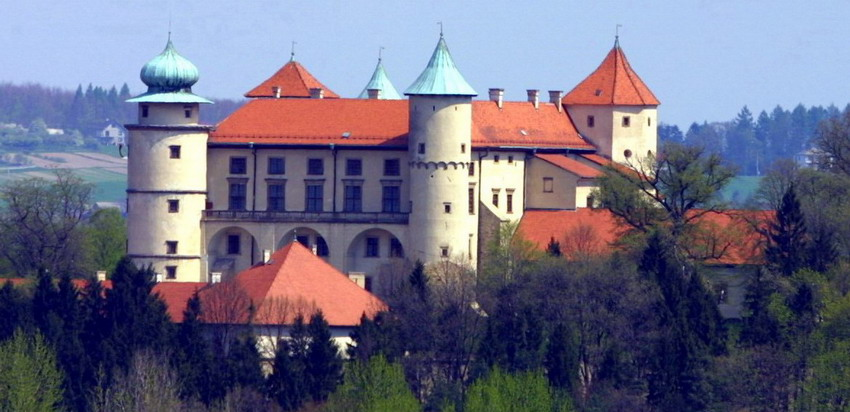
Замок, Новы-Виснич